# Турция на зимних Олимпийских играх 1988
Турция принимала участие в Зимних Олимпийских играх 1988 года в Калгари (Канада) в девятый раз за свою историю, но не завоевала ни одной медали.

## Состав сборной
Турцию представляли 4 спортсмена (все — мужчины), которые соревновались в лыжных видах спорта.
Самым младшим участником сборной был 17-летний Ресул Саре, самым старшим — 21-летний Ахмет Демир. Знаменосцем был Абдуллах Йылмаз.

## Результаты
Лучшим результатом турецкой сборной стало 31 место Якупа Кадри Биринджи в слаломе.

### Горнолыжный спорт
Соревнования проходили на горнолыжном комплексе «Накиска» к западу от Калгари. Медали в супергиганте были разыграны впервые в истории Олимпийских игр.
Мужчины — супергигант
| Спортсмен           | Дата       | Результат | Результат |
| Спортсмен           | Дата       | Время     | Место     |
| ------------------- | ---------- | --------- | --------- |
| Гёксай Демирхан     | 21 февраля | 2:02,22   | 47        |
| Якуп Кадри Биринджи | 21 февраля | 1:59,32   | 44        |
| Ресул Саре          | 21 февраля | 1:57,65   | 43        |

Мужчины
| Спортсмен           | Соревнование      | 1 спуск        | 2 спуск | Результат | Результат |
| Спортсмен           | Соревнование      | 1 спуск        | 2 спуск | Время     | Место     |
| ------------------- | ----------------- | -------------- | ------- | --------- | --------- |
| Якуп Кадри Биринджи | Гигантский слалом | не финишировал | —       | —         | —         |
| Ахмет Демир         | Гигантский слалом | 1:23,29        | 1:20,45 | 2:43,74   | 59        |
| Ресул Саре          | Гигантский слалом | 1:20,04        | 1:17,36 | 2:37,40   | 55        |
| Гёксай Демирхан     | Гигантский слалом | 1:18,82        | 1:16,74 | 2:35,56   | 53        |
| Ресул Саре          | Слалом            | 1:14,78        | 1:01,81 | 2:16,59   | 33        |
| Гёксай Демирхан     | Слалом            | 1:13,22        | 1:04,89 | 2:18,21   | 36        |
| Ахмет Демир         | Слалом            | 1:11,29        | 1:06,24 | 2:17,53   | 35        |
| Якуп Кадри Биринджи | Слалом            | 1:09,08        | 1:02,11 | 2:11,19   | 31        |

### Лыжные гонки
Проходили на лыжном стадионе «Кэнмор» рядом с Калгари.
Мужчины
| Дистанция                 | Дата       | Спортсмен       | Результат | Результат |
| Дистанция                 | Дата       | Спортсмен       | Время     | Место     |
| ------------------------- | ---------- | --------------- | --------- | --------- |
| 15 км классическим стилем | 19 февраля | Эрхан Дурсун    | 52:18,3   | 79        |
| 15 км классическим стилем | 19 февраля | Фикрет Орен     | 52:05,1   | 78        |
| 15 км классическим стилем | 19 февраля | Абдуллах Йылмаз | 51:54,6   | 77        |
| 15 км классическим стилем | 19 февраля | Саим Коджа      | 51:36,6   | 76        |
| 30 км классическим стилем | 15 февраля | Эрхан Дурсун    | 1’56:10,7 | 84        |
| 30 км классическим стилем | 15 февраля | Фикрет Орен     | 1’49:30,2 | 81        |
| 30 км классическим стилем | 15 февраля | Абдуллах Йылмаз | 1’46:48,2 | 79        |
| 30 км классическим стилем | 15 февраля | Саим Коджа      | 1’44:55,7 | 78        |